# Vivo cantando
"Vivo cantando" foi a canção que representou a Espanha no Festival Eurovisão da Canção 1969 e uma das quatro canções vencedoras ex-aequo daquela competição. Foi interpretada em castelhano por Salomé. Foi a terceira canção a ser interpretada na noite do festival, a seguir à canção luxemburguesa "Catherine", cantada por Romuald e antes da canção monegasca "Maman, Maman, interpretada por Jean Jacques. terminou em primeiro lugar, tendo recebido um total de 18 pontos, empatada com as canções da França "Un jour, un enfant", interpretada por Frida Boccara, dos Países Baixos "De troubadour", interpretada por Lenny Kuhr e do Reino Unido Boom Bang-a-Bang, interpretada por Lulu.

## Autores
- Letrista: Aniano Alcalde
- Compositor: Maria José de Cerato
- Orquestrador: Augusto Alguero

## Letra e interpretação
A canção é um número de uptempo, cantada da perspetiva de uma mulher falando com o seu amante sobre as mudanças positivas que ele tinha nela, especificamente ela agora vive a sua vida cantando. Houve dois aspetos memoráveis que assinalaram a sua interpretação: o seu vestido comprido coberto por cordões de porcelana parecidos com pérolas e o fa(c)to de dançar em várias partes da canção. Dançar era uma violação dos regulamentos do Festival Eurovisão da Canção, contudo ela não foi penalizada, visto que também os cantores da Irlanda e do Reino Unido tinham feito o mesmo.

## Versões
Salomé gravou esta canção também em: catalão: "Canto i vull viure", basco: "Kantari bizi nais", inglês: The feeling of love, francês: "Alors je chante" e italiano: "Vivo cantando".